# Victor Rendina
Victor Rendina (Nova Iorque, 28 de dezembro de 1916 - Orange, 8 de julho de 1985) foi um ator americano de cinema e televisão talvez mais conhecido por sua interpretação de Philip Tattaglia no filme O The Godfather.
Rendina também apareceu em programas de televisão, incluindo The Honeymooners e Matt Houston, e em filmes como The Man Who Wasn't There (1983) e Racing with the Moon (1984). Victor morreu no dia 8 de Julho de 1985 aos 68 anos na cidade de Orange, Califórnia.

## Filmografia
| Ano  | Título                   | Personagem           | Notas        |
| ---- | ------------------------ | -------------------- | ------------ |
| 1971 | Jennifer on My Mind      | Old Man              | sem créditos |
| 1972 | The Godfather            | Don Philip Tattaglia |              |
| 1983 | The Man Who Wasn't There | Head Dude            |              |
| 1984 | Racing with the Moon     | Mr. Luzzato          |              |